# Conobea multifida
Conobea multifida är en grobladsväxtart som först beskrevs av André Michaux, och fick sitt nu gällande namn av George Bentham. Conobea multifida ingår i släktet Conobea och familjen grobladsväxter. Inga underarter finns listade i Catalogue of Life.